# Кастильо, Брейнер
Брейнер Клементе Кастильо Кайседо (англ. Bréiner Clemente Castillo Caicedo; род. 5 мая 1978 года, Барбакоас, Колумбия) — колумбийский футболист, бывший вратарь клуба сборной Колумбии.

## Клубная карьера
Кастильо начал профессиональную карьеру в клубе «Депортиво Кали». В 1997 году он дебютировал в Кубке Мустанга. В 1998 году Брейнер стал чемпионом страны. В 2002 году он покинул клуб и выступал за клубы за «Мильонариос», эквадорский «Аукас», а также «Атлетико Насьональ», в составе которого во второй раз стал чемпионом страны. В 2006 году Кастильо в третий раз вернулся в «Депортиво Кали» в поисках игровой практики. В 2008 году Брейнер на протяжении трех сезонов выступал на правах аренды за «Депортес Толима». Летом 2010 года Кастильо перешёл в «Индепендьенте Медельин». 18 июля в матче против «Индепендьенте Санта-Фе» он дебютировал за новую команду.
Летом 2012 года Кастильо перешёл в «Реал Картахена». 29 июля в матче против «Онсе Кальдас» он дебютировал за новую команду.
В начале 2013 года Кастильо подписал контракт с венесуэльским клубом «Депортиво Тачира». 19 января в матче против «Льянерос» он дебютировал в венесуэльской Примере. В начале 2014 года Брейнер вернулся на родину, присоединившись к «Бояка Чико». 21 января в матче против «Депортиво Кали» он дебютировал за новый клуб. Летом того же года Кастильо подписал контракт с «Энвигадо». 20 июля в поединке против «Мильонариос» он дебютировал за новую команду. В 2017 году Кастильо подписал соглашение с «Атлетико Уила». 15 февраля в матче против «Патриотас» он дебютировал за основной состав. В 2018 году Брейнер закончил профессиональную карьеру. 
Летом 2020 году Кастильо стал тренером вратарей команды «Итагуи Леонес».

## Международная карьера
В 2004 года Кастильо принял участие в Кубке Америки в Перу. На турнире он был запасным и на поле не вышел. 12 августа 2010 году в товарищеском матче против сборной Боливии он дебютировал за сборную Колумбии.
В 2011 года Кастильо принял участие в Кубке Америки в Аргентине. На турнире он был запасным и на поле не вышел.

## Достижения
Командные
 «Депортиво Кали»
- Победитель чемпионата Колумбии — 1998

 «Атлетико Насьональ»
- Победитель чемпионата Колумбии — Апертура 2005